# Дитячо-юнацька спортивна школа № 1 міста Львова

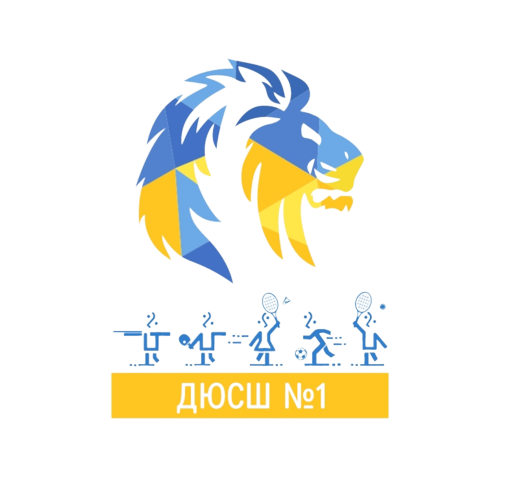
Логотип школи

Дитячо-юнацька спортивна школа №1 м.Львова - є закладом спеціалізованої позашкільної освіти спортивного профілю – закладом фізичної культури і спорту.
Повне найменування: Дитячо-юнацька спортивна школа №1 м. Львова
Скорочене найменування:  ДЮСШ №1
ДЮСШ 1 є спортивною школою І категорії.

### Засновник
Львівська міська рада (далі – Засновник), ДЮСШ №1 підпорядковане та підзвітне  управлінню спорту та молодіжної політики департаменту розвитку Львівської міської ради (далі – Уповноважений орган).

### Загальні дані
- Директор Бодня Наталія Юріївна ( 17 жовтня 2019 року) - Голова Відокремленого підрозділу ФТУ у Львівській області, тренер-викладач з тенісу, Чемпіонка Європи з тенісу серед ветеранів 2023 року ( категорія 40+)
- 1993 - 2019 роки - директором був Прокопюк Володимир Артемович - Суддя міжнародної категорії з тенісу настільного, тренер-викладач з тенісу настільного.
- Кількість тренерів -викладачів  - 18 ( з них Заслужений тренер України зі стрільби кульової - Коростильова Валентина Іванівна ). Також  у ДЮСШ 1 працюють тренери - викладачі: Вищої, І та ІІ категорій, Майстри спорту міжнародного класу, Майстри спорту України та Кандидати наук.

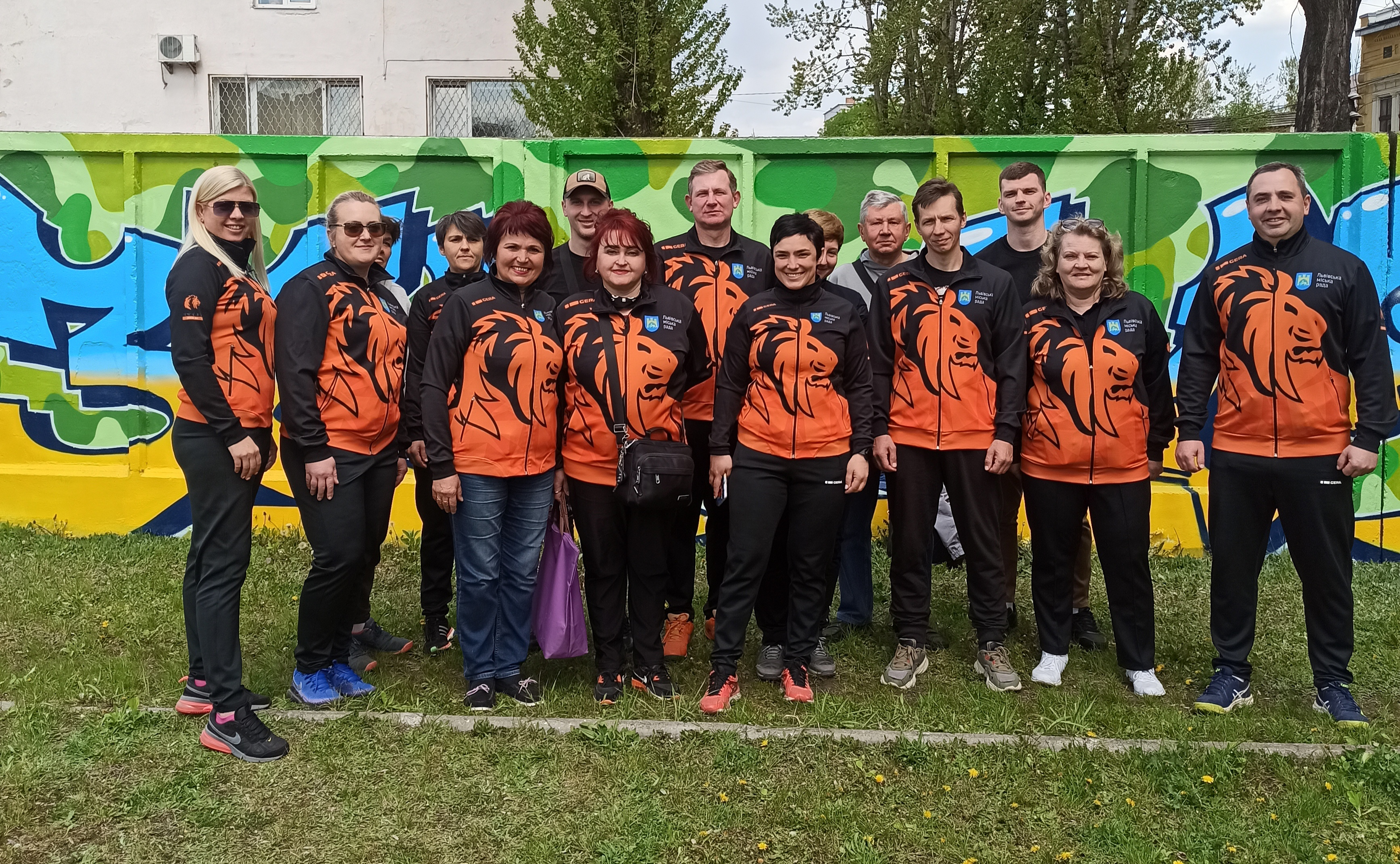
Тренери ДЮСШ№1 м.Львова

- Кількість вихованців - 405

### Відділення
1. Теніс настільний
2. Теніс
3. Бадмінтон
4. Стрільба кульова
5. Футзал
6. Регбі

### Завдання
Основними завданнями ДЮСШ №1 є гармонійний розвиток особистості, фізична підготовка, зміцнення здоров’я дітей, підлітків та молоді засобами фізичної культури і спорту, розвиток їх здібностей в обраному виді спорту.
Навчально-тренувальний процес у ДЮСШ №1 здійснюється диференційовано (відповідно до індивідуальних можливостей, здібностей вихованців з урахуванням їх віку, психофізичних особливостей, стану здоров'я) з використанням різних організаційних форм роботи: навчально-тренувальні заняття, змагання, оздоровчо-спортивні табори, навчально-тренувальні збори.